# Liubotîn
Liubotîn (în ucraineană Люботин) este un sat în comuna Hirkî din raionul Liubeșiv, regiunea Volînia, Ucraina.

## Demografie
Componența lingvistică a localității Liubotîn
     Ucraineană (96,06%)
     Rusă (2,36%)
     Belarusă (1,57%)
Conform recensământului din 2001, majoritatea populației localității Liubotîn era vorbitoare de ucraineană (96,06%), existând în minoritate și vorbitori de rusă (2,36%) și belarusă (1,57%).